# Іст-Ньюарк (Нью-Джерсі)
Іст-Ньюарк (англ. East Newark) — місто (англ. borough) в США, в окрузі Гудзон штату Нью-Джерсі. Населення — 2594 особи (2020).

## Географія
Іст-Ньюарк розташований за координатами 40°45′7″ пн. ш. 74°9′44″ зх. д. / 40.75194° пн. ш. 74.16222° зх. д. (40.751965, -74.162202).  За даними Бюро перепису населення США в 2010 році місто мало площу 0,32 км², з яких 0,26 км² — суходіл та 0,05 км² — водойми.

## Демографія
Згідно з переписом 2010 року, у селищі мешкало 2406 осіб у 759 домогосподарствах у складі 569 родин. Було 794 помешкання
Расовий склад населення:
| - 63,0 % — білих - 7,8 % — азіатів - 1,9 % — чорних або афроамериканців - 0,4 % — корінних американців - 22,9 % — осіб інших рас |

До двох чи більше рас належало 3,9 %. Частка іспаномовних становила 61,4 % від усіх жителів.
За віковим діапазоном населення розподілялося таким чином: 22,0 % — особи молодші 18 років, 70,7 % — особи у віці 18—64 років, 7,3 % — особи у віці 65 років та старші. Медіана віку мешканця становила 31,9 року. На 100 осіб жіночої статі у селищі припадало 101,8 чоловіків;  на 100 жінок у віці від 18 років та старших — 100,1 чоловіків також старших 18 років.
Середній дохід на одне домашнє господарство  становив 65 670 доларів США (медіана — 49 375), а середній дохід на одну сім'ю — 69 583 долари (медіана — 53 750). Медіана доходів становила 32 209 доларів для чоловіків та 33 417 доларів для жінок. За межею бідності перебувало 19,9 % осіб, у тому числі 39,3 % дітей у віці до 18 років та 18,5 % осіб у віці 65 років та старших.
Цивільне працевлаштоване населення становило 1288 осіб. Основні галузі зайнятості: освіта, охорона здоров'я та соціальна допомога — 17,5 %, виробництво — 12,6 %, будівництво — 12,0 %.